# Navarcles
Navarcles – gmina w Hiszpanii, w prowincji Barcelona, w Katalonii, o powierzchni 5,5 km². Liczba ludności w 2014 r. wynosiła 6003.